# Buckton and Coxall
Buckton and Coxall – gmina (civil parish) w Anglii, w hrabstwie Herefordshire. Leży 37 km na północ od miasta Hereford i 214 km na północny zachód od Londynu.